# SaberRD
SaberRD — власницьке інтегроване середовище розробки та моделювання електронних компонентів. Успадкована компанією Synopsys після придбання компанії Analogy, Inc, основного розробника програми.
Забезпечує аналогове моделювання з використанням мови Saber-МАСТ.
Для вивчення надається версія з обмеженою функціональністю.